# بیداشکی (شهرستان کنتژن)
بیداشکی (به لهستانی:  Biedaszki) یک روستا در لهستان است که در گمینا کنتژن واقع شده‌است. بیداشکی ۱۲۰ نفر جمعیت دارد و ۱۲۲ متر بالاتر از سطح دریا واقع شده‌است.